# Karel Vítězslav Mašek

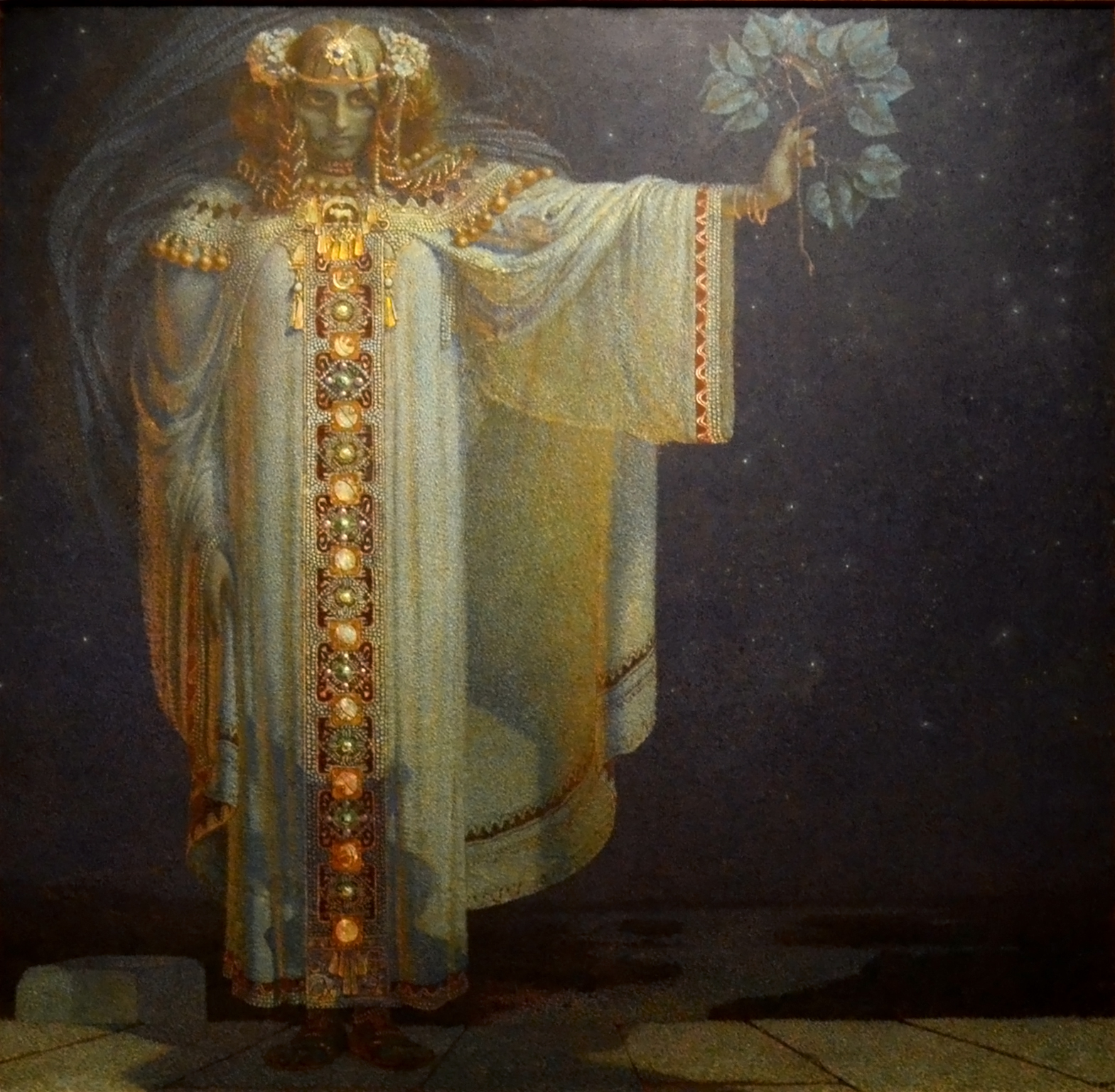
La profetisa Libuše (1893), Museo de Orsay, París

Karel Vítězslav Mašek (Komořany, 1 de septiembre de 1865-Praga, 24 de julio de 1927) fue un arquitecto y pintor simbolista checo. 

## Biografía
Estudió en la Academia de Artes, Arquitectura y Diseño de Praga con Antonín Lhota y, posteriormente, en la Academia de Bellas Artes de Múnich con Alexander von Wagner. En 1887 viajó a París con Alfons Mucha y František Dvořák, donde estudió en la Académie Julian con Gustave Boulanger y Jules Joseph Lefebvre. En su estancia en París adoptó el puntillismo de Georges Seurat, para decantarse luego por el simbolismo, con una especial influencia de Alphonse Osbert y Henri Martin. Su obra muestra un fuerte decorativismo. En ocasiones utilizó mosaicos de colores luminiscentes, como Gustav Klimt.
Desde 1898 fue profesor en la Academia de Artes, Arquitectura y Diseño de Praga.